# Fundació Mas Albornà
La Fundació Mas Albornà és una organització privada sense afany de lucre dedicada a la integració social i laboral de les persones amb discapacitat, trastorn mental i risc d'exclusió a la comarca de l'Alt Penedès (Barcelona). La seu central de la Fundació es troba a Vilafranca del Penedès, a la Plaça de la Verema número 1.
Mas Albornà és membre de Plena Inclusió Catalunya (DINCAT), Salut Mental Catalunya, Associació d'Empresaris del Garraf i Penedès (ADEGP) i Unió Empresarial del Penedès (UEP).